# Radeška
Radeška (německy Winkelberg, 671 m n. m.) je kopec v Oderských vrších (části Nízkého Jeseníku) ve vojenském újezdu Libavá v okrese Olomouc v Olomouckém kraji. Radeška je třetím nejvyšším vrcholem Oderských vrchů a je, mimo vyhrazené dny, veřejnosti nepřístupný.

## Příroda

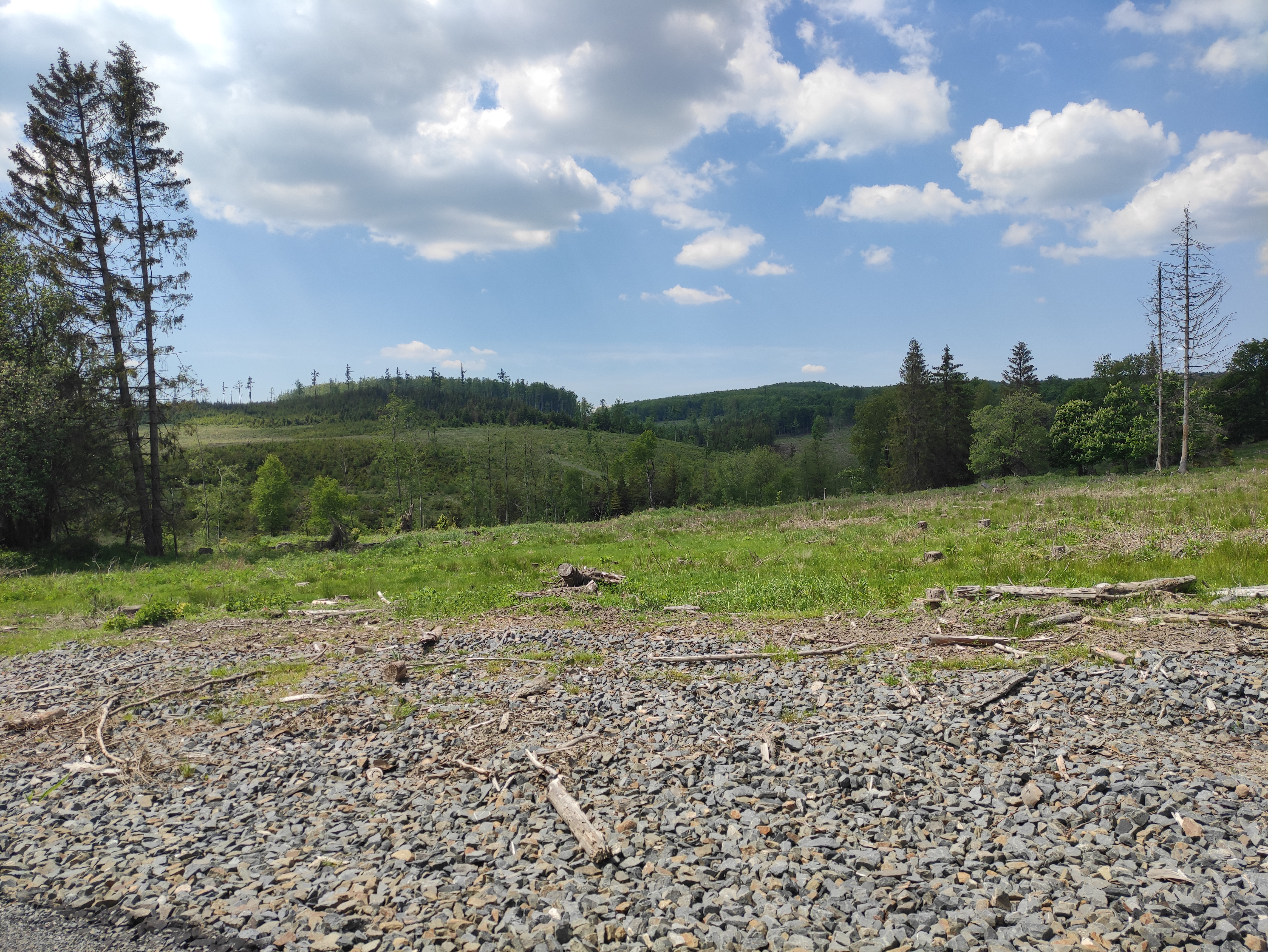
pohled na vrchol

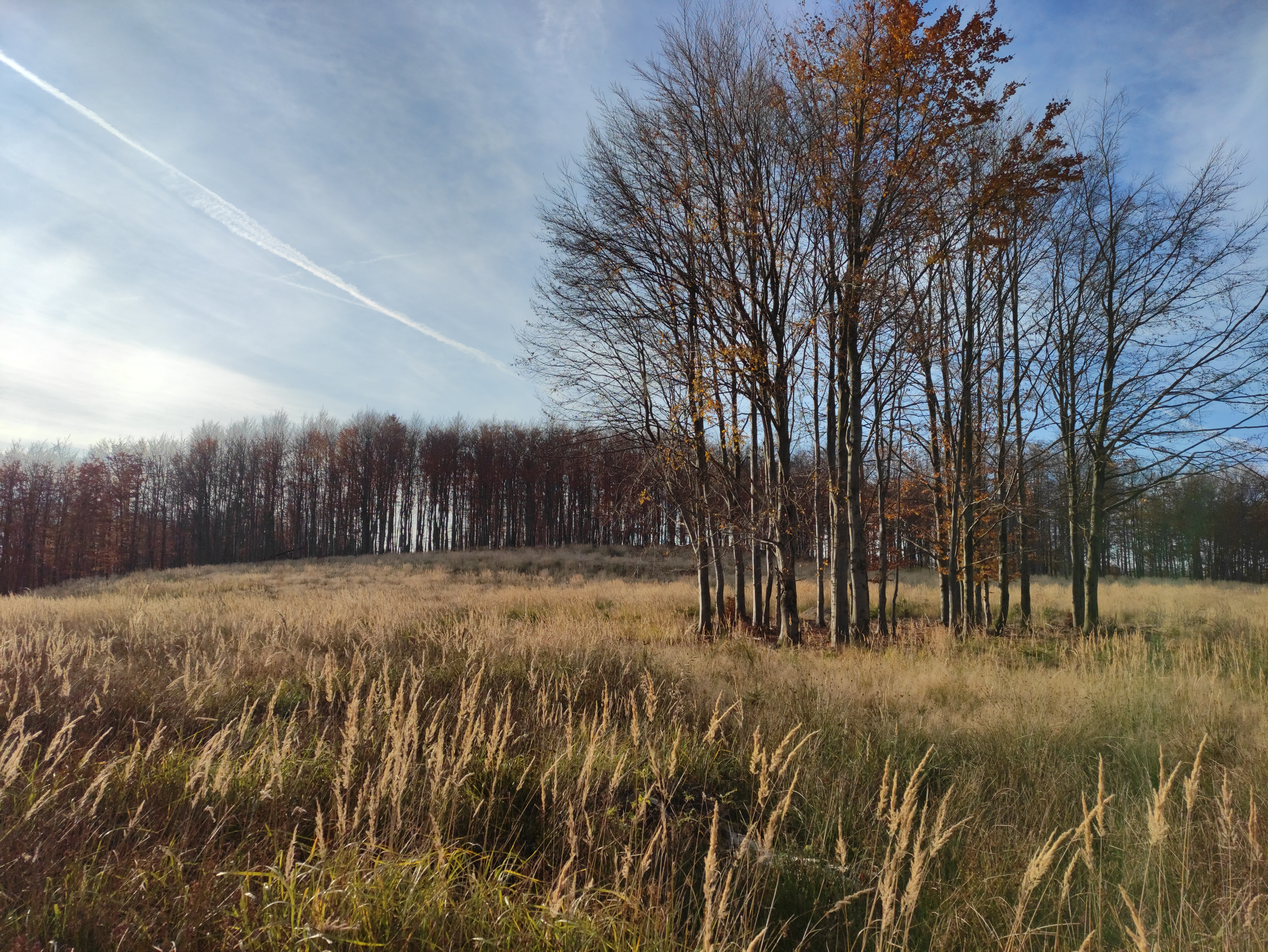
pod vrcholem Radešky

Rašeliniště Radeška, které se nachází cca 650 m západo-severozápadním směrem od vrcholu, je biologicky velmi cenný a největší komplex mokřadních a rašelinných luk ve vojenském újezdu Libavá. Archivováno 23. 3. 2021 na Wayback Machine.

## Další informace
Asi 1,2 km východně od Radešky teče řeka Odra a přibližně 1,5 km východně se nacházela zaniklá osada Eliščiná (Liselsberg) s vodním mlýnem.
Jižním směrem se nachází nejvyšší vrchol Oderských vrchů Fidlův kopec (Fiedlhübel) a severozápadním směrem se nachází kopec Spálený.
Západně od Radešky ve vzdálenosti cca 1,5 km pramení Varhošťský potok.
Jedenkrát ročně v rámci akce Bílý kámen, může být Radeška a okolí přístupné veřejnosti.
Radeška se nachází na katastrálním území Velká Střelná.

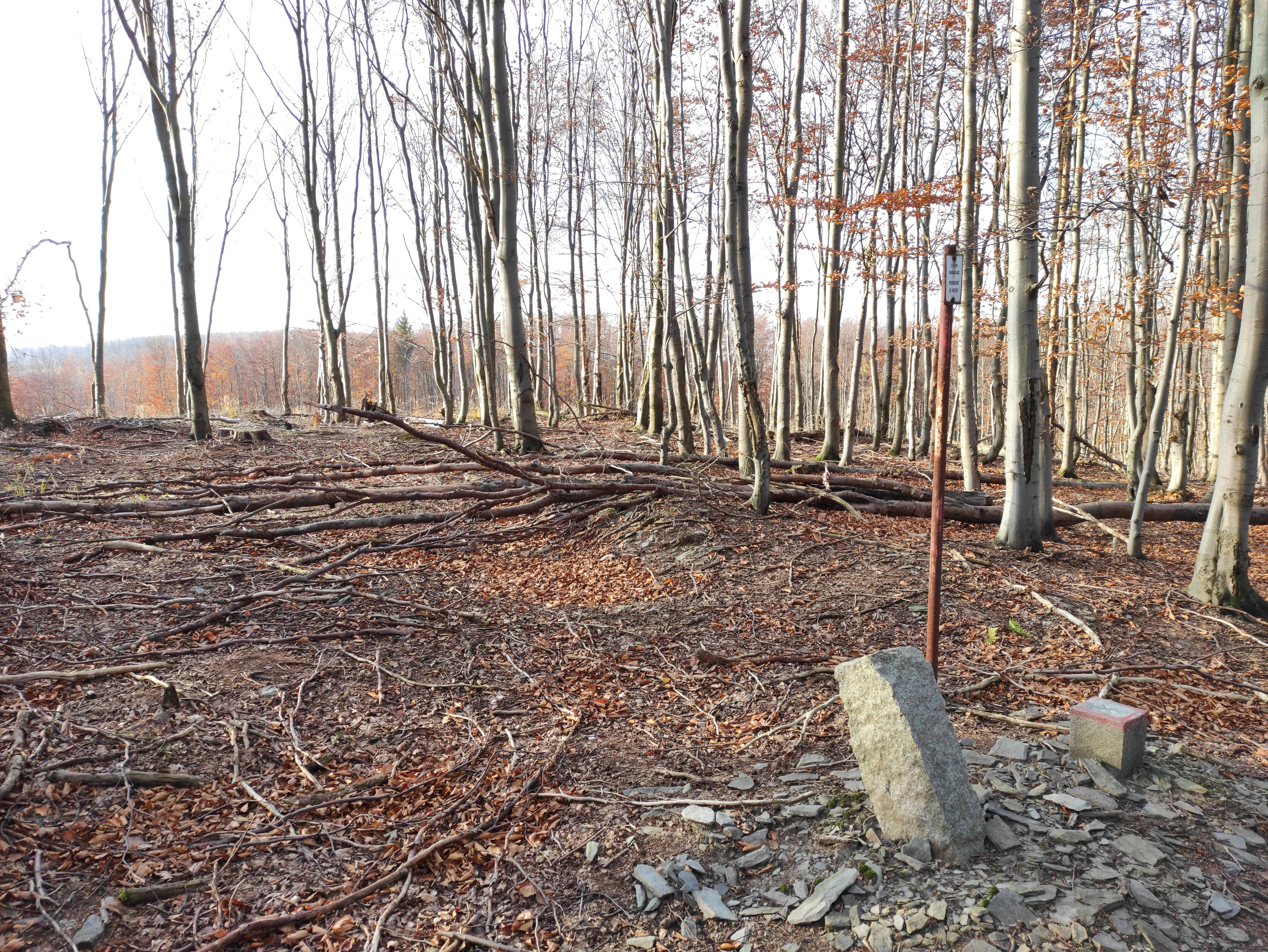
Vrchol Radešky